# Pastinak-slægten
Pastinak-slægten (Pastinaca) er en planteslægt, hvor den mest kendte art er denne art:
| Arter |

- Almindelig Pastinak (Pastinaca sativa)